# سودابة أميني
سوادبه أميني (14 فبراير 1963) شاعرة إيرانية. ولدت في طهران ودرست بها، فنالت بكالوريوس في علم النفس السريري من جامعة الزهراء. عيّنت مديرة قسم الإبداع الأدبي في معهد التنمية الفكرية للأطفال والشباب. ترأست المؤتمر الأول للشعر النسوي في إيران، ولها أكثر من 15 مجاميع شعرية مطبوعة للأطفال والكبار. برزت في أدب الأطفال. معظم قصائدها ذات إطار كلاسيكي بلغة معاصرة زاهرة بالأساطير.

## سيرتها
ولدت سودابة أميني يوم 14 فبراير 1963/ 21 رمضان 1382 في طهران ونشأت بها. حصلت على بكالوريوس علم النفس السريري من جامعة الزهراء، ثم شهادة فنية من الدرجة الثانية من وزارة الثقافة والإرشاد الإسلامي في مجال الشعر.

انضمت إلى معهد التنمية الفكرية للأطفال والشباب، وتنقلت بين عدة مناصب بالمعهد منذ 1988، وأسست جمعية الأبداع الأدبية سنة 1998. ثم عيّنت المديرة العامة للإبداعات الأدبية والفنية للمعهد نفسه.

## جوائزها
- 2010: جائزة بروين اعتصامي الأدبية‌ في دورتها الرابعة لمجموعتها «تفاحة حواء».[5]
- 20 مايو 2014: كرمتها وكالة أنباء فارس.[6]

## أعمالها
من مجموعاتها الشعرية:
- «الزمهرير»، 1994
- «مكان بلا عنوان»، 2003
- «ليلى وألف امرأة»، 2004
- «تفاحة حواء»، 2008
- «الصمت النيلي»، 2009
- «القيامة الحمراء»، 2011
- «موسم الغزلان والحمام»، 2012
- «ابن أيار»، 2012
- «الجنية الجان»، 2015